# Кич
Кич је нисковредно стваралаштво са уметничким претензијама и циљем доступности што ширем кругу људи. Најчешће повлађује неразвијеном укусу и извесним потребама људи које су на граници вредносне и моралне неприхватљивости, али са јаким емоционалним набојем. Ради заштите од негативног утицаја кича у свим сферама живота поједине земље прибегавају већем опорезивању или забрани дистрибуције таквих производа.

## Дефиниције
Постоји неколико карактеристичних дефиниција кича и све оне описују кич као лошу појаву, као робу чији је једини циљ да се прода, а неке чак описују кич као лаж или слабост уметника и уопште људи. Највећи број аутора се слаже да је кич пратећа појава масовне културе, коју велики број социолога изједначава са културом најнижег нивоа називајући је вулгарном. Уколико би се кич посматрао у ширем смислу, он би се могао изједначити са масовном културом, али у ужем, он се односи само на уметност и представља снижавање њене вредности. Кич се разликује од уметности, али има неке сличности са њом.

## Карактеристике кича
Кич је производ који подсећа на уметност јер је, попут ње, доступан чулима. Разлика је у томе што је кич лоше изведена уметничка замисао и најчешће је фалсификат оригинала који се вреднује као уметничко дело. То не значи да кич стварају људи који су лишени естетског искуства; напротив, често га праве сами уметници.
Кич је допадљив, без обзира о којој врсти уметности је реч. При стварању кича користе се умилне боје или мелодије које могу изазвати уживање и задовољство, али не и мисаони или духовни напор. Дакле, кич побуђује површна и тренутна осећања, као што су смех или плач приликом гледања неке телевизијске мелодраме.
Кич постоји захваљујући људима који га купују, тзв. „кич-људима“ којима он задовољава њихове потребе.

## Кич у ширем смислу
Кич се може посматрати и као манипулација свим битним културним вредностима, којима осим уметности припадају и на пример, морал, наука и религија. На пример, многи часописи и новине често банализују научна достигнућа како би их приближили масовној публици. Религијски кич долази до изражаја на гробљима где се понекад граде некрополе попут викендица са телевизором, рачунаром и другим стварима. Међутим, кич може да има и позитивне ефекте, као уосталом и комплетна масовна култура. На пример, нека особа читајући чланак о психоанализи у ревијалној штампи може да се заинтересује да прочита озбиљнију литературу на ту тему или да гледајући филм, пожели да прочита оригинално уметничко дело по коме је филм сниман. Због тога се масовна култура посматра и као облик демократизације културе.

## Примери
Често се употребни предмети попут часовника производе као кич тако што се поменути часовник „угради“ у неки лако препознатљив облик, као што је тениски рекет или кључ. У музици се врло често може пронаћи кич, посебно код песама које су баналне. Италијански социолог културе Ђило Дорфлес је, на пример, критиковао Риту Павоне и Битлсе карактеришући њихову музику као кич. По његовом мишљењу, они су постали звезде захваљујући својој одећи, односно свом имиџу.

## Анализа

### Кич у теорији и естетици уметности
Модернистички писац Херман Брох тврди да је суштина кича имитација: кич опонаша свог непосредног претходника без обзира на етику — он има за циљ да копира лепо, а не добро. Према Валтеру Бенџамину, кич је, за разлику од уметности, утилитарни објекат коме недостаје свака критичка дистанца између објекта и посматрача; он „нуди тренутно емоционално задовољство без интелектуалног напора, без захтева удаљености, без сублимације“.
Кич се мање бави посматраним стварима него посматрачем. Према Роџеру Скрутону, „Кич је лажна уметност, изражавање лажних емоција, чија је сврха да превари потрошача да мисли да осећа нешто дубоко и озбиљно.“
Томаш Кулка, у делу Кич и уметност, полази од две основне чињенице да кич „има неоспорну масовност“ и да се „сматра (од стране уметнички образоване елите) лошим“, а затим предлаже три суштинска услова:
1. Кич приказује лепу или високо емоционално наелектрисану тему;
2. Приказани субјект се може одмах и без напора идентификовати;
3. Кич не обогаћује битно наше асоцијације на приказану тему.[10][11][12]

### Кич уНесносној лакоћи постојањаМилана Кундере
Концепт кича је централни мотив у роману Милана Кундере из 1984. године са насловом Неподношљива лакоћа постојања. Пред крај романа, наратор књиге поставља да чин дефекације (и конкретно, стид који га окружује) представља метафизички изазов теорији божанског стварања: „Било/или: било које вршење нужде је прихватљиво (у ком случају не затварај се у купатило!) или смо створени на неприхватљив начин“. Дакле, да бисмо наставили да верујемо у суштинску исправност и правост универзума (оно што приповедач назива „категоричким слагањем са бићем”), живимо у свету „у коме се вршење нужде негира и сви се понашају као да не постоји“. За Кундериног приповедача, ово је дефиниција кича: „естетски идеал“ који „искључује све из свог делокруга што је суштински неприхватљиво у људској егзистенцији“.
Роман даље повезује ову дефиницију кича са политиком, а посебно — с обзиром на радњу романа у Прагу у време инвазије Совјетског Савеза 1968. — са комунизмом и тоталитаризмом. Он даје пример комунистичке Првомајске церемоније и призора деце која трче по трави и осећаја који би то требало да изазове. Овај нагласак на осећању је фундаменталан за то како кич функционише:
Кич изазива две сузе да теку у брзом низу. Прва суза каже: Како је лепо видети децу како трче по трави! Друга суза каже: Како је лепо бити ганут, заједно са целим човечанством, децом која трче по трави! То је друга суза која чини кич кичем.
По наратору, кич је „естетски идеал свих политичара и свих политичких партија и покрета“; међутим, тамо где друштвом доминира један политички покрет, резултат је „тоталитарни кич“:
Кад кажем „тоталитарно“, мислим да све што нарушава кич мора бити заувек протерано: свако испољавање индивидуализма (јер одступање од колектива је пљување у очи насмејаног братства); свака сумња (јер свако ко почне да сумња у детаље завршиће сумњом у сам живот); сва иронија (јер у сфери кича све се мора схватити сасвим озбиљно).
Кундерин концепт „тоталитарног кича“ се од тада користи у проучавању уметности и културе режима као што су Стаљинов Совјетски Савез, Нацистичка Немачка, Фашистичка Италија и Ирак под Садамом Хусеином. Кундерин наратор на крају осуђује кич због његове „праве функције“ као идеолошког оруђа у таквим режимима, називајући га „преклопним параваном постављеним да прикрије смрт“.